# Der Andere (film, 1930)
Pour plus de détails, voir Fiche technique et Distribution.
Der Andere (en français, L'Autre ; titre de sortie en France : Le Procureur Hallers) est un film allemand réalisé par Robert Wiene sorti en 1930.
L'adaptation d'une pièce de Paul Lindau fait l'objet d'une version française Le Procureur Hallers par le même réalisateur et sort la même année.

## Synopsis
Hallers est le jour un procureur qui condamne le crime et la nuit est un criminel. Le Hallers criminel tombe amoureux d'Amalie Frieben, une femme louche plus connue dans le milieu sous le surnom de "Tache de vin rouge". Le procureur Hallers est l'ennemi d'Amalie Frieben, mais elle ne le reconnaît pas et persuade le criminel d'assassiner le procureur. Avec l'aubergiste Dickert, il cambriole son propre domicile. C'est à ce moment que revient le procureur qui arrête l'aubergiste. Le trouble dissociatif de l'identité est établi et peut être soigné. Hallers fait face un long séjour dans un établissement psychiatrique, le procureur prend le dessus sur l'autre et est guéri.

## Fiche technique
- Titre : Der Andere
- Réalisation : Robert Wiene
- Scénario : Johannes Brandt
- Musique : Friedrich Hollaender, Will Meisel, Artur Guttmann
- Direction artistique : Ernő Metzner
- Photographie : Nicolas Farkas
- Son : Victor Behrens, Harry Boehmer
- Production : Max Glass
- Sociétés de production : Terra Filmkunst
- Société de distribution : Terra-Filmverleih
- Pays de production : Allemagne  République de Weimar
- Langue : allemand
- Format : Noir et blanc - 1,20:1 - Mono - 35 mm
- Genre : Thriller
- Durée : 104 minutes
- Dates de sortie :
  - Allemagne  République de Weimar : 12 août 1930
  - Hongrie : 24 septembre 1930
  - Danemark : 1er décembre 1930.
- Affiche (en France) : Jean-Adrien Mercier

## Distribution
- Fritz Kortner : Le procureur Hallers
- Käthe von Nagy : Amalie Frieben
- Heinrich George : Dickert, l'aubergiste
- Hermine Sterler : La sœur de Hallers
- Ursula van Diemen : Marion
- Eduard von Winterstein : Dr Köhler
- Oskar Sima : Gauner Grünspecht
- Julius Falkenstein : Le secrétaire Bremer
- Paul Bildt : Professor Wertmann
- Otto Stössel : Le conseiller médical Rienhofer
- Emil Heyse : Le commissaire de police
- Hans Ahrens : Wachtmeister